# 台北捷運万大中和樹林線
万大中和樹林線（ばんだいちゅうわじゅりんせん、正体字: 萬大中和樹林線、英文表記: Wanda Zhonghe Shulin Line）は、台湾台北捷運が計画・一部建設中の捷運路線の通称。台北市中正区・万華区と新北市永和区・中和区・土城区・樹林区・新荘区・桃園市亀山区を結ぶ。路線の総延長は22.1km。全区間が中運量捷運方式を採用し 第一期区間が建設され、第二期区間は計画段階である

## 概要
元々は独立した2つの路線計画が統合されたもので、それぞれ台北市が計画した中永和地区の台北捷運万大線と、新北市（当時は台北県）の計画した樹林捷運建設計画である。
交通部による審査を経て、台北市政府捷運工程局の将来整備すべき区間として樹林捷運と万大線を一本化した万大-中和-樹林線という連続路線として扱われた。
当初はライトレール規格で推進されたが、最終的に中運量規格の捷運路線となった。
中正紀念堂駅では淡水信義線・松山新店線と、中和駅では環状線に、土城駅では板南線と接続、迴龍駅で中和新蘆線および計画中の桃園捷運棕線と駅外で連絡する。
第一期区間は中正紀念堂駅を起点に、南海路、和平西路、西蔵路沿いに西進し万大路から南下、果菜市場と新店渓を地下で越えた後、新北市永和区に入り
保順路・保生路を直進、中山路で進路を南西に変え連城路・金城路経由で四十張駅に至り、そこから延びる本線と合わせて別途0.7kmの車両基地支線が含まれる全長約9.5kmで、
金城路北側の農地一帯の莒光路付近に設置される車両基地と全9駅は地下に建設される。
第二期区間は基地支線分岐より引き続き金城路を進み、明徳路付近で地上高架に転じる。土城区公所付近で金城路から北上、城林橋で大漢渓を越えて樹林区に至り、中華路、八徳街、大安路沿いに北東へ進み中正路で北西に直進し新荘線迴龍駅に接続する計画で全長13.3km。

## 歴史
- 2002年

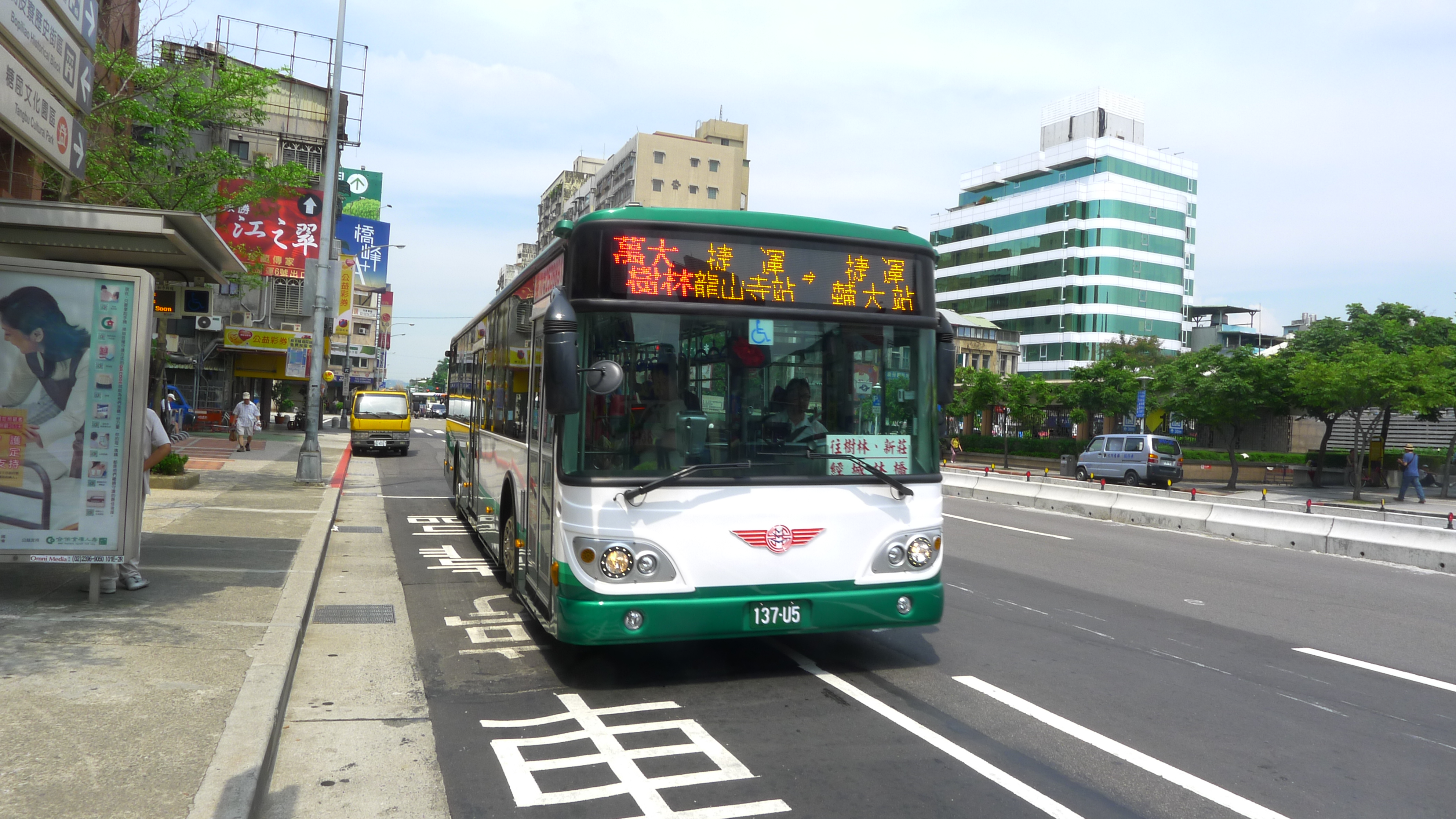
三重客運の捷運先導バス985路

  - 3月：台北市政府捷運工程局が「万大地区の捷運系統整備F/S分析報告」を作成。
  - 12月：台北県政府（現新北市政府）が完成「樹林地区の捷運系統計画F/S研究報告」を作成。
- 2004年
  - 6月：交通部主導で万大 - 中和 - 樹林地区の捷運系統ルート研究計画が進行。
- 2005年
  - 5月18日：万華区区間で一次公聴会。
- 2007年
  - 11月19日：台北市政府捷運工程局が補足説明を交通部に返送。
  - 12月21日：捷運局が補正資料を(行政院環境保護署：以下環保署)に送付。
- 2009年
  - 4月30日：交通部が審査を招集し、台北市政府捷運工程局に審査意見修正後、2009年5月8日交通部に送付。
  - 5月15日：交通部が行政院での審議で総事業費898.59億台湾ドルとされる中運量の捷運方式に改める。
  - 12月7日：行政院が経済建設委員会を経て万大線「原則同意」を表明
    - 第一期工程で中正紀念堂 - 莒光（金城機廠）間全長約9.5kmに地下9駅と1つの車両基地を整備し2018年開業
    - 当路線が台北捷運の第二次新設路線網として167.4km、42駅の案が行政院による「原則同意」事項に含まれる事業として正式確定する。
- 2010年
  - 2月12日：行政院が本計画案を「総事業費898.59億台湾ドル」と確定[2][3][4]。
- 2011年

  - 11月24日：第二期工程は新北市政府が2012年に補正予算案に盛り込んだあとに実現を目指すこととなった。
  - 11月25日：万大-中和-樹林線の第一期区間起工式典が台北市万華区の万大路底華中河浜公園(華中橋下)で起工に先んじて行われる[5]。あわせて台北市政府捷運工程局が中正区で第一回都市計画変更説明会を開く[6]。
- 2012年
  - 5月：捷運工程局が第一期区間の駅命名小部会の会議を招集
  - 万大線一期区間準備工程施工中（植樹移植）
  - 主体工程の細部設計
  - 9月24日：施工最新進度説明[7]
- 2013年
  - 万大線一期区間準備工程施工中（植樹移植）。
  - 主体工程の細部設計。
  - 12月31日：開業予定区間に先行して並行するバス路線（中国語版）を運行開始。
- 2014年
  - 12月2日：LG06駅（中和駅）起工。[8]
  - 12月11日：LG02駅（植物園駅）11月9日の式典を経て起工[9]。
- 2015年
  - 6月3日 - 6月9日：LG07駅（錦和駅）、LG08駅（四十張駅）工区入札案件公開閲覧文件。
  - 7月1日：LG07駅（錦和駅）、LG08駅（四十張駅）工区の8月21日入札の案件を公開
  - 8月11日 - 8月17日：LG05駅（永平国小駅）工区入札案件公開閲覧。
  - 8月31日：LG07駅（錦和駅）、LG08駅（四十張駅）工区を皇昌営造が落札。工区は2つの地下駅・4つのシールドトンネル・2つの開削工法トンネルからなる。
  - 10月2日：LG05駅（永平国小駅）11月11日の入札公示。
  - 10月15日：LG07駅（錦和駅）、LG08駅（四十張駅）起工。
  - 11月11日：LG05駅（永平国小駅）栄民工程が落札。工区は地下3階に全長210m駅・2つで計1389mのシールドトンネルからなる。
  - 12月28日：LG05駅（永平国小駅）起工。[10][11]
- 2016年
  - 11月8日：CQ850A工程（LG04/東園駅と新店渓下の河川トンネル）を大陸工程が落札、翌年1月起工予定[12][13]。
  - 11月23日：CQ840工程を大陸工程が落札、翌年2月起工予定[14]。
- 2017年
  - 2月12日 - CQ840、CQ850A工区起工式典開催[15][16]。これで台北市内の工区は全て着工となる。（工事開始日はCQ840が同年2月6日、CQ850Aが前年12月31日）
  - 7月11日 - 第1期区間の駅名が正式決定[17]
  - 8月31日 - （2期区間）LG09/LG10の2駅を高架から地下に改める財務計画修正案が交通部の審議を通過[18]。
- 2018年
  - 3月16日 - CQ870工区起工式典開催[19]。

- 2027年6月 - 第一期区間の中正紀念堂 - 莒光間完工、開業予定。

### 2期区間
- 2018年
  - 7月20日 - 行政院で承認された前瞻基礎建設計画二期予算（立法院の三読審議後に執行）に編入[20]。
  - 8月22日 - 国家発展委員会で財務計画承認[21]。
  - 10月17日 - 行政院で財務計画承認[22]。
- 2022年
  - 4月、2期区間の入札不調が続き、公示額を約52億NT$引き上げ[23]。
  - 8月24日、2期区間のうち樹林区以北のCQ890工区（LG14-LG21駅間）土木工程入札で当初予定より40%増額となる約180億元で遠揚営造工程公司が受注[24]
  - 10月14日、CQ890工区起工[25]。

## 車両
2018年6月12日、機電工程入札で台湾の中鼎工程と連合を組み、優先交渉権を獲得したフランスのアルストムが車両（メトロポリス）19編成76両の納入を担当する。
2020年7月、前月に行われた2期区間機電工程の入札では中鼎集団コンソーシアムが総額約2億4800万ユーロで受注し、アルストムがメトロポリス型16編成64両を追加納入することが決まった。

## 駅一覧
- 接続駅を除き、第2期区間の駅名は全て仮称。

| 区間   | 路線   | 駅番号 | 駅名                  | 駅名                  | 駅名                                     | 駅間 キロ | 営業 キロ | 接続路線                                                   | 所在地        | 所在地        |
| 区間   | 路線   | 駅番号 | 日本語                | 繁体字中国語          | 英語                                     | 駅間 キロ | 営業 キロ | 接続路線                                                   | 所在地        | 所在地        |
| ------ | ------ | ------ | --------------------- | --------------------- | ---------------------------------------- | --------- | --------- | ---------------------------------------------------------- | ------------- | ------------- |
| 第一期 | 本線   | LG01   | 中正紀念堂駅          | 中正紀念堂站          | Chiang Kai-shek Memorial Hall            | -         | 0.0       | 淡水信義線 松山新店線                                      | 台北市        | 中正区        |
| 第一期 | 本線   | LG02   | 植物園駅              | 植物園站              | Taipei Botanical Garden                  |           |           |                                                            | 台北市        | 中正区        |
| 第一期 | 本線   | LG03   | 廈安駅                | 廈安站                | Xiaan                                    |           |           |                                                            | 台北市        | 中正区        |
| 第一期 | 本線   | LG04   | 加蚋駅                | 加蚋站                | Jiala                                    |           |           |                                                            | 台北市        | 万華区        |
| 第一期 | 本線   | LG05   | 永和永平国小駅        | 永和永平國小站        | Yonghe Yongping elementary school        |           |           |                                                            | 新北市        | 永和区        |
| 第一期 | 本線   | LG06   | 中和駅                | 中和站                | Zhonghe                                  |           |           | 環状線                                                     | 新北市        | 中和区        |
| 第一期 | 本線   | LG07   | 連城錦和駅            | 連城錦和站            | Liancheng Jinhe                          |           |           |                                                            | 新北市        | 中和区        |
| 第一期 | 本線   | LG08   | 中和高中駅            | 中和高中站            | Zhonghe SeniorHigh School                |           |           | 金城機廠支線                                               | 新北市        | 中和区        |
| 第一期 | 本線   | -      | 分岐点                | 分岐点                | 分岐点                                   |           |           | 金城機廠支線、第二期本線                                   | 新北市        | 中和区        |
| 第一期 | 機廠線 | -      | 分岐点                | 分岐点                | 分岐点                                   |           |           | 金城機廠支線、第二期本線                                   | 新北市        | 中和区        |
| 第一期 | LG08A  | 莒光駅 | 莒光站                | Juguang               |                                          |           |           |                                                            | 新北市        | 中和区        |
| 第二期 | 本線   |        | 分岐点                | 分岐点                | 分岐点                                   |           |           | 第一期本線、金城機廠支線                                   | 新北市        | 中和区        |
| 第二期 | 本線   | LG09   | 廷寮駅                | 廷寮站                | Tingliao                                 |           |           |                                                            | 新北市        | 土城区        |
| 第二期 | 本線   | LG10   | 清水駅 （中正国中）   | 清水站 （中正國中）   | Qingshui (Zhongzheng Junior High School) |           |           |                                                            | 新北市        | 土城区        |
| 第二期 | 本線   | LG11   | 土城駅                | 土城站                | Tucheng                                  |           |           | 板南線                                                     | 新北市        | 土城区        |
| 第二期 | 本線   | LG12   | 埤塘駅                | 埤塘站                | Pitang                                   |           |           | 板南線（永寧駅・構外乗り換え）                             | 新北市        | 土城区        |
| 第二期 | 本線   | LG13   | 城林橋駅 （中華中学） | 城林橋站 （中華中學） | Chenglin Bridge （Zhonghua High School） |           |           |                                                            | 新北市        | 土城区        |
| 第二期 | 本線   | LG14   | 渓洲駅                | 溪洲站                | Xizhou                                   |           |           |                                                            | 新北市        | 板橋区        |
| 第二期 | 本線   | LG14   | 渓洲駅                | 溪洲站                | Xizhou                                   | 樹林区    |           |                                                            | 新北市        |               |
| 第二期 | 本線   | LG15   | 彭福駅                | 彭福站                | Pengfu                                   |           |           |                                                            | 新北市        |               |
| 第二期 | 本線   | LG16   | 備内駅                | 備內站                | Beinei                                   |           |           |                                                            | 新北市        |               |
| 第二期 | 本線   | LG17   | 樹林駅                | 樹林站                | Shulin                                   |           |           |                                                            | 新北市        |               |
| 第二期 | 本線   | LG18   | 潭底駅                | 潭底站                | Tandi                                    |           |           |                                                            | 新北市        |               |
| 第二期 | 本線   | LG19   | 監理所駅              | 監理所站              | Taipei Motor Vehicle Supervision Office  |           |           |                                                            | 新北市        |               |
| 第二期 | 本線   | LG20   | 三多駅                | 三多站                | Sanduo                                   |           |           |                                                            | 新北市        |               |
| 第二期 | 本線   | LG21   | 迴龍駅                | 迴龍站                | Huilong/Lo-Sheng                         |           |           | 中和新蘆線（構外乗り換え） 桃園捷運：■棕線（構外乗り換え） | 新北市 新荘区 | 桃園市 亀山区 |